# 楊依依
楊依依（英語：Yeung Yee Yee，1940年—），香港甘草演員，爲影視特約演員，主要拍攝無綫電視電視劇。

## 簡歷
楊依依出生在廣州，父親爲著名粵劇作家楊子靜。因父親經常為紅線女和馬師曾撰寫劇本，故此年輕時和妹妹一起被契給紅線女並跟過她學做戲。 後來因父親反對而專心讀書並沒有入行，畢業後在內地做過小學老師。
楊依依1961年結婚並於1963年及1965年分別誕下兩名女兒，與奶奶在廣州居住。因丈夫住在香港所以結婚後申請來港，但一直未被批，所以與丈夫分隔二地，丈夫更另有情婦，所以楊依依跟丈夫離婚，但仍然和奶奶居住。後來因情婦離開了，楊依依便跟丈夫復婚，並多誕下兩名女兒。
楊依依1980年終於成功獲批到香港，並來港後初時做登記護士，後被照顧過的病人聘請爲私家看護，直至六十歲退休爲止。
楊依依退休後被同樣在廣州出生的好友夏雨、盧海鵬、與黎宣提議她到無綫試鏡。她去到無綫被要求表演喜怒哀樂表情，一時便成功，隨後加入無綫當特約演員至今。

## 演出作品

### 電視劇（無綫電視）
| 首播   | 劇名                     | 角色                           |
| 2007年 | 同事三分親               | 黃老太（第145集）              |
| 2007年 | 同事三分親               | 梅Auntie（第353集）            |
| 2010年 | 天天天晴                 | 清潔工（第29集）               |
| 2010年 | 天天天晴                 | 虹 姐（第44集）                |
| 2010年 | 天天天晴                 | 玲 姐（第112集）               |
| 2010年 | 巾幗梟雄之義海豪情       | 茶 客                          |
| 2011年 | 女拳                     | 九 婆                          |
| 2011年 | 誰家灶頭無煙火           | 婆 婆（第18集）                |
| 2012年 | 雷霆掃毒                 | 院 友                          |
| 2014年 | 使徒行者                 | 婆 婆                          |
| 2014年 | 愛·回家                  | 婆 婆（第513集）               |
| 2014年 | 愛·回家                  | 婆 婆（第562集）               |
| 2014年 | 愛·回家                  | 翟雙銀（銀婆婆）（第633集起）  |
| 2016年 | EU超時任務               | 娟 婆                          |
| 2016年 | 一屋老友記               | 舞團阿婆                       |
| 2016年 | 純熟意外                 | 菲祖母                         |
| 2017年 | 財神駕到                 | 婆 仔                          |
| 2017年 | 愛·回家之開心速遞        | 八姨婆（第1、203、239、354集） |
| 2017年 | 愛·回家之開心速遞        | 婆 婆（第184集）               |
| 2017年 | 愛·回家之開心速遞        | 四姨婆（第212集）              |
| 2017年 | 愛·回家之開心速遞        | 豹親戚（第332集）              |
| 2017年 | 愛·回家之開心速遞        | 婆 婆（第651集）               |
| 2017年 | 愛·回家之開心速遞        | 茶 客（第662集）               |
| 2017年 | 愛·回家之開心速遞        | 娟 母（第838集）               |
| 2017年 | 愛·回家之開心速遞        | 七姑婆（第1216集）             |
| 2017年 | 愛·回家之開心速遞        | 婆 婆（第1624集）              |
| 2017年 | 愛·回家之開心速遞        | 婆 婆（第2111集）              |
| 2017年 | 愛·回家之開心速遞        | 婆婆甲（第2423集）             |
| 2017年 | 全職沒女                 | 賓 客（第5集）                 |
| 2017年 | 降魔的                   | 鬼鄉親                         |
| 2017年 | 溏心風暴3                | 順利婆                         |
| 2019年 | 福爾摩師奶               | 蓮 婆                          |
| 2019年 | 婚姻合伙人               | 婆 婆                          |
| 2019年 | 街坊財爺                 | 婆 婆（第6集）                 |
| 2019年 | 街坊財爺                 | 宋 太（第14集）                |
| 2019年 | 白色強人                 | 婆 婆                          |
| 2020年 | 那些我愛過的人           | 珊 母                          |
| 2020年 | 踩過界II                 | 日東母親                       |
| 2021年 | 陀槍師姐2021             | 垃圾婆                         |
| 2021年 | 逆天奇案                 | 張七妹                         |
| 2021年 | 伙記辦大事               | 鄰居阿婆                       |
| 2021年 | 寶寶大過天               | 康雅悠（夢境老年）             |
| 2021年 | 食腦喪Ｂ                 | 露宿者                         |
| 2021年 | 把關者們                 | 紙皮婆婆                       |
| 2021年 | 十月初五的月光           | 婆 婆                          |
| 2021年 | 凶宅清潔師               | 鬼                             |
| 2021年 | 愛上我的衰神             | 婆 婆                          |
| 2022年 | 雙生陌生人               | 妹 婆                          |
| 2022年 | 回歸光影頌: 母親的乒乓球 | 婆 婆                          |
| 2022年 | 超能使者                 | 臨 記                          |
| 2022年 | 富貴千團                 | 垃圾婆                         |

### 電視劇（香港電台）
| 首播   | 劇名                         | 角色     |
| 2013年 | 一念之間2                    | 婆 婆    |
| 2015年 | 獅子山下2015：高價收購       | 黃老太   |
| 2016年 | 人間有情：苦瓜的味道         | 街 坊    |
| 2016年 | 獅子山下2016：海底飛塵       | 余 婆    |
| 2017年 | 我家在香港III：港韓的後裔    | 憲仔外婆 |
| 2018年 | 火速救兵IV                   | 姨 婆    |
| 2024   | 獅子山下2024：下世不要嫁給你 | 珍 母    |

### 電視劇（香港電視網絡）
| 首播   | 劇名         | 角色  |
| 2015年 | 惡毒老人同盟 | 太 嫲 |

### 電視劇（ViuTV）
| 首播   | 劇名                  | 角色              |
| 2017年 | 瑪嘉烈與大衛系列 前度 | 老婆婆            |
| 2018年 | 身後事務所            | 黃婆婆            |
| 2020年 | 地產仔                | 伍月美（May婆婆） |
| 2021年 | 大叔的愛              | 婆 婆             |
| 2024年 | 老是常出現            | 101               |

### 電視劇（邵氏兄弟）
| 首播   | 劇名           | 角色   |
| 2018年 | 飛虎之潛行極戰 | 高老太 |

### 電影
| 首播   | 片名                     | 角色           |
| 2008年 | 文雀                     | 老 婦          |
| 2009年 | 永久居留                 | Windson母親    |
| 2010年 | 全城熱戀                 | 患病老婦       |
| 2011年 | 竊聽風雲2                | 療養院車上老人 |
| 2013年 | 殭屍                     | 老 婦          |
| 2014年 | 販賣·愛                  | Rex嫲嫲        |
| 2015年 | 鴨王                     | 遊艇老太太     |
| 2015年 | 衝上雲霄                 | 老婆婆乘客     |
| 2015年 | When the Sun Rises       | May Lee        |
| 2016年 | 鴨王2                    | 高級餐廳老婦   |
| 2017年 | 今晚打喪屍               | 崩牙標母       |
| 2019年 | 花椒之味                 | 洗碗婆婆       |
| 2019年 | G殺                      | 賣花婆婆       |
| 2019年 | 犯罪現場                 | 百 有          |
| 2020年 | 冥通銀行特約：翻生爭霸戰 | 圍村婆婆       |
| 2021年 | 殺出個黃昏               | 死 者          |
| 2021年 | 鬼同你住                 | 孫太太         |
| 2024年 | 九龍城寨之圍城           | 婆仔Mary       |

### 微電影
| 首播   | 劇名     | 角色     |
| 2013年 | 被遺棄的 | 陳李蘭英 |

## 外部連結
- 楊依依在香港影庫上的簡介